# Marzena Figiel Strzała

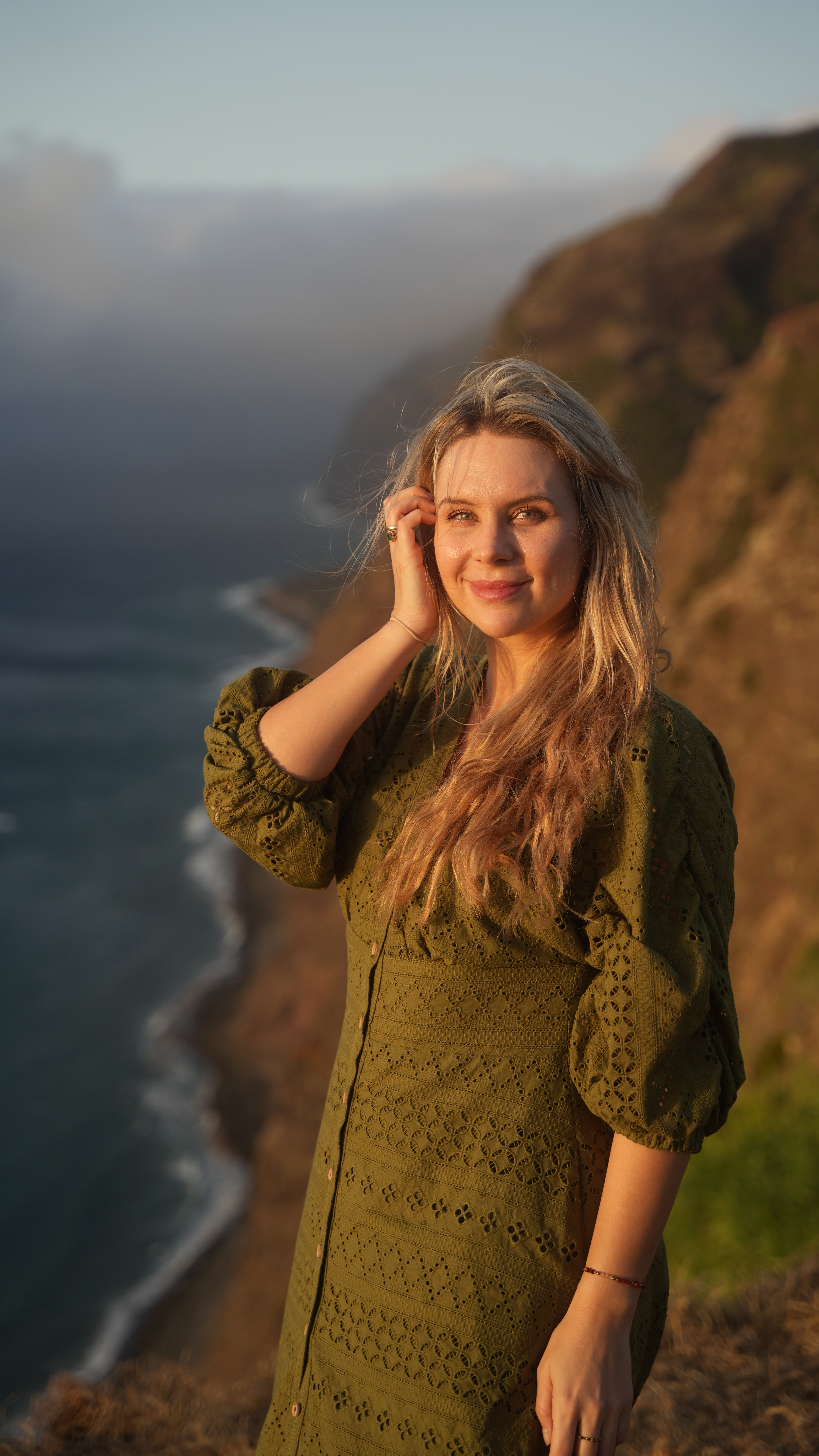
Marzena Figiel Strzała

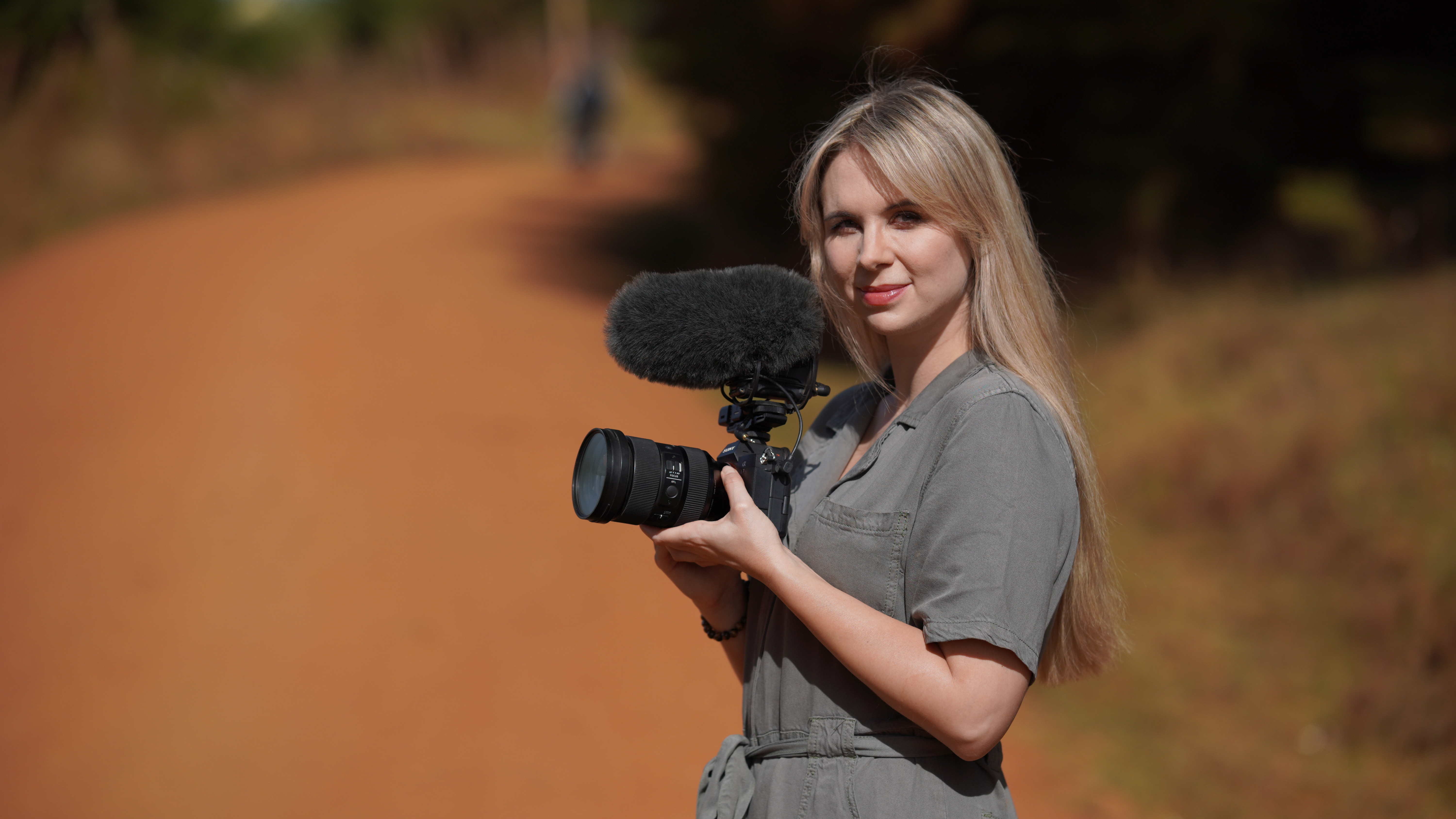
Marzena Figiel Strzała 2025, Kenia, autor Damian Strzała

Marzena Figiel-Strzała (ur. 13 maja 1988 roku w Zakopanem) – polska podróżniczka, dziennikarka, autorka cyklu reportaży Dzieci Świata. Założycielka Fundacji Dzieci Świata.

## Życiorys
Ukończyła studia magisterskie na Uniwersytecie Jagiellońskim w Krakowie (kierunek Dziennikarstwo i Komunikacja Społeczna).
W październiku 2023 otrzymała statuetkę Architekta Zrównoważonego Rozwoju w kategorii Etyka i Prawa Człowieka przyznaną przez United Nations Global Compact Network Poland. Laureatka nagrody #Wszechmocne wp.pl w kategorii Dziennikarstwo 2023.
W 2024 roku została wyróżniona medalem Katedry UNESCO imienia Janusza Korczaka Akademii Pedagogiki Specjalnej im. Marii Grzegorzewskiej w Warszawie za cykl reportaży Dzieci Świata ucieleśniających cele zrównoważonego rozwoju ONZ 4, 5 i 10 w zakresie działalności na rzecz praw człowieka, praw dziecka oraz edukacji dla pokoju. 
Otrzymała statuetkę „Kobieca Marka Roku 2024” za cykl 40 niesamowitych reportaży o dzieciach pt. Dzieci Świata. Wybranych 8 reportaży (Olej palmowy, Woda, Fabryki papierosów i ubrań, Dzieci Kwiaty, Kraina umarłych, Dzieci Himalajów, Obrzezanie oraz Papierowe sieroty) zostały opublikowane na platformach Max oraz Player.
W 2025 roku została laureatką "Inspiratorki Roku 2025" w konkursie Sukces Pisany Szminką.
Jej reportaże są emitowane w telewizji TVN w ramach Dzień dobry TVN od 2022. Prowadzi również swój kanał w serwisie YouTube. 